# Мантис (киновселенная Marvel)
Ма́нтис (англ. Mantis) — персонаж из медиафраншизы «Кинематографическая вселенная Marvel» (КВМ), основанный на одноимённом персонаже Marvel Comics.
Мантис — член команды Стражей Галактики, обладающий эмпатическими способностями, и единокровная сестра Питера Квилла. Изначально она представлена как подопечная Эго, обладающая способностью контролировать эмоции людей с помощью прикосновения. Обычно её изображают наивной и невинной личностью.
Роль Мантис в КВМ исполнила французская актриса Пом Клементьефф. По состоянию на 2023 год персонаж появился в шести фильмах: «Стражи Галактики. Часть 2», «Мстители: Война бесконечности», «Мстители: Финал», «Тор: Любовь и гром», «Стражи Галактики: Праздничный спецвыпуск» и «Стражи Галактики. Часть 3», а также в мультсериале Disney+ «Что, если…?».

## Концепция и описание

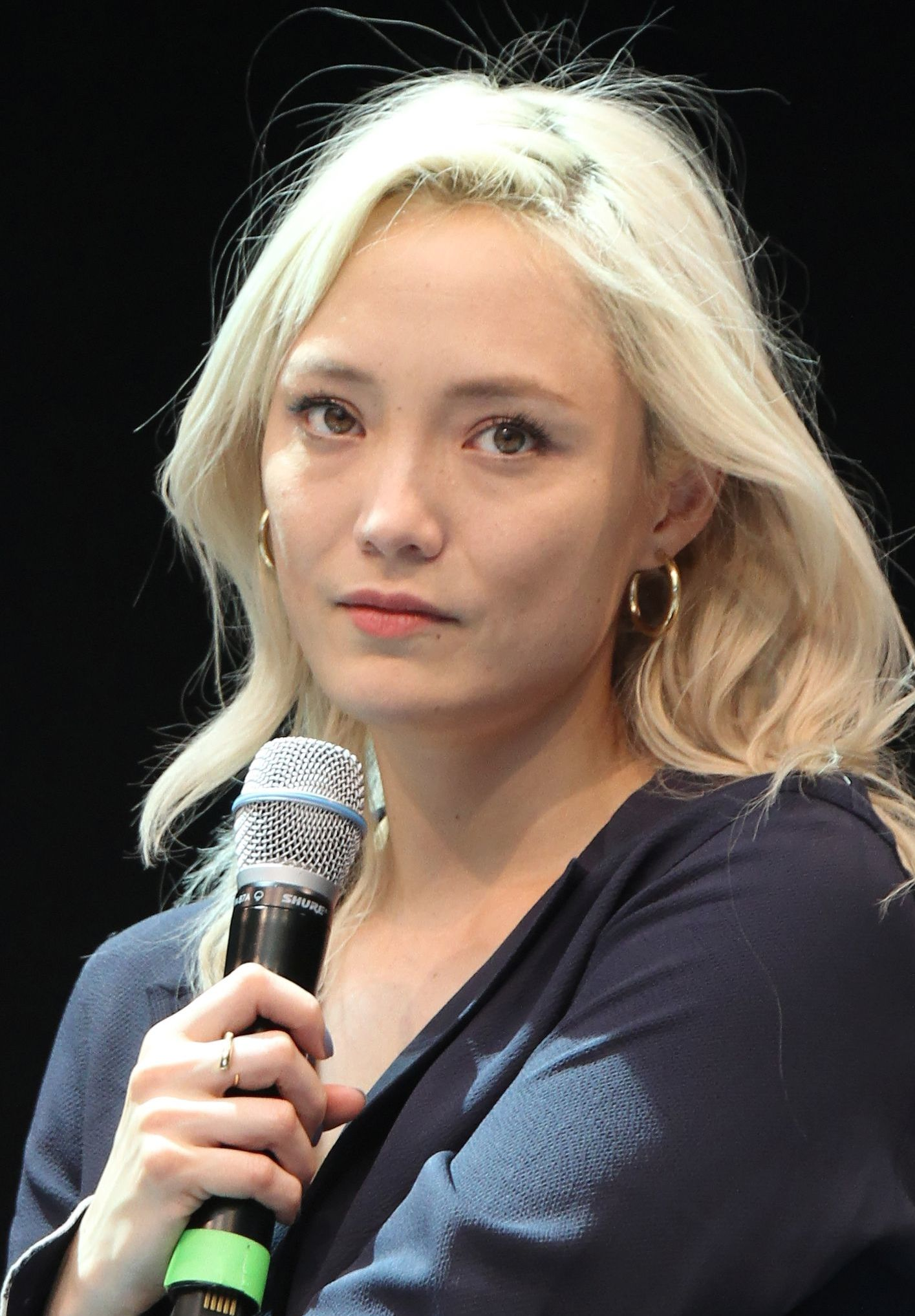
Клементьефф в 2019 году

В мае 2014 года режиссёр Джеймс Ганн сказал, что намеревается представить в сиквеле «Стражей Галактики» двух важных персонажей — Мантис и Адама Уорлока. Ганн вступил в переговоры с актрисой, которую он видел в роли Мантис, и в то же время решил удалить Уорлока, чтобы фильм не «получился слишком оживлённым». Ганн добавил, что Уорлока было «слишком много как персонажа, а я не хотел терять Мантис, и притом она всё равно более органично вписывалась в фильм». Пом Клементьефф была выбрана на роль в октябре 2015 года.
В фильме «Стражи Галактики. Часть 2» (2017) Мантис представлена как новый член команды Стражей с эмпатическими способностями, живущий с Эго. Исполнительный продюсер Джонатан Шварц сказал, что персонаж «никогда не общалась с людьми по-настоящему» и теперь узнаёт от других Стражей о «тонкостях общественной жизни». Клементьефф добавила: «Она действительно была одинока и жила сама по себе, и для неё в новинку знакомиться с этими людьми и узнавать что-то новое», сравнивая её с неловкими ошибками, совершаемыми детьми в социальных ситуациях. В фильме между Мантис и Драксом возникают «интересные» взаимоотношения на почве того, что они оба — «полные чудаки». Стиву Энглхарту, одному из создателей Мантис, не понравилось то, как персонаж был показан в фильме, и он сказал следующее: «У этого персонажа нет ничего общего с Мантис… Я правда не знаю, зачем брать такого же уникального, как Мантис, персонажа, создавать абсолютно другую героиню и всё равно называть её Мантис».
Дэйв Батиста заявлял, что какое-то время Ганн хотел в качестве спин-оффа снять «фильм о Драксе и Мантис», однако Marvel идею отклонила. В сентябре 2021 года Ганн отметил, что Мантис в исполнении Клементьефф и Небула в исполнении Карен Гиллан «сыграют большие роли» в сценарии к фильму «Стражи Галактики. Часть 3» (2023). Мантис и Драксу также досталась ведущая роль в телефильме «Стражи Галактики: Праздничный спецвыпуск», во время создания которого Клементьефф «дурачилась в роли Мантис на полную катушку». В спецвыпуске также присутствует боевая сцена с участием Мантис, показывающая, что персонаж обладает сверхчеловеческой силой и боевыми навыками, до этого не освещавшимися в КВМ.

## Биография персонажа

### Присоединение к Стражам
Мантис выросла под опекой живой планеты Эго (позднее становится известно, что он — её отец) как домашний питомец в связи со своими способностями, которые помогали ему уснуть. В обличьях, подобных земным людям, Мантис и Эго встречаются со Стражами Галактики — Питером Квиллом, Гаморой, Драксом, Ракетой, Грутом и Небулой — после приземления Стражей на планете в пылу побега от суверенов, у которых Ракета украл анулаксные батареи. Проекция Эго сообщает о том, что он — отец Квилла, и они отправляются на планету Эго. В пути Мантис демонстрирует свои способности к чтению эмоций и ощущений людей посредством прикосновения к ним. Когда Квилл, Гамора и Дракс прилетают на Эго, Мантис, колеблясь, рассказывает Драксу о злобных планах Эго и присоединяется к Стражам в битве против него.

### Война бесконечности и воскрешение
В 2018 году Мантис состоит в рядах Стражей, когда они спасают дрейфующего в космосе Тора. Затем она отправляется вместе с Квиллом, Гаморой и Драксом на Забвение, чтобы противостоять Таносу, но тот обезвреживает её с помощью Камня Реальности и забирает Гамору с собой. Мантис, Квилл и Дракс отправляются на Титан, где объединяются со Стивеном Стрэнджем, Тони Старком и Питером Паркером и предпринимают очередную попытку по изъятию у Таноса Камней Бесконечности. Мантис временно контролирует разум Таноса в ходе нападения на него, однако он освобождается из-под её влияния, когда Квилл из-за связанных с Гаморой воспоминаний в ярости начинает бить его. В результате Скачка Мантис была убита вместе с половиной живых существ во вселенной.
Спустя пять лет Мстители отменяют действие щелчка, и Мантис присоединяется к ним в битве с армией Таноса, подчиняя своей воле некоторых солдат с помощью своих способностей. Позднее Мантис и другие Стражи присутствуют на похоронах Старка, пожертвовавшего собой ради убийства Таноса. После этого они возвращаются в космос в сопровождении Тора.

### Новые приключения
В 2024 году Мантис и Стражи, к которым присоединился Краглин, путешествуют по космосу. Стражи получают сигнал бедствия с планеты Индигарр и пытаются спасти местное население от мародёров. Тор быстро побеждает армию, за что получает в подарок двух козлов, которые раздражают Мантис. Узнав об убийце богов, который орудует в галактике, они разделяются с Тором и отправляются спасать народы.
В 2025 году Стражи покупают Забвение у Коллекционера и принимают в свои ряды нового члена команды, Космическую собаку Космо. Зная о том, что Квилл в депрессии из-за потерянных отношений с Гаморой, Мантис и другие Стражи решают отпраздновать вместе с ним Рождество, а в качестве подарка она решает вместе с Драксом похитить актёра Кевина Бейкона. Они отправляются в Голливуд, где непреднамеренно собирают деньги, позируя для фотографий на «Аллее славы», и напиваются в баре, после чего владелец туристического магазина даёт им карту, с помощью которой герои находят дом Бейкона. Они добираются до его резиденции в Беверли-Хиллс и похищают актёра, а заодно крадут праздничные декорации из местного магазина. На Забвении они празднуют Рождество и «дарят» Квиллу Бейкона. Позднее Мантис сообщает Квиллу, что Эго — её отец и они с Квиллом фактически являются братом и сестрой, а тот в ответ на это заявляет, что это — лучший рождественский подарок на свете.

### Последнее задание
После того как Стражи восстанавливают Забвение, на них нападает Адам Уорлок, который серьёзно ранит Ракету, но Стражи не могут его вылечить из-за чипа в его сердце, который реагирует на любой контакт. Стражи, в том числе и Мантис, отправляются на Оргосферу, штаб-квартиру компании Высшего Эволюционера «Оргокорп», чтобы найти код отмены. Поиски вскоре приводят Стражей на корабль Высшего Эволюционера, где Мантис, Дракс и Небула натыкаются на множество детей, которых тот удерживает в плену, а после сами оказываются пойманы и помещены в подвал с абилисками. Мантис удаётся приручить абилисков, после чего они все втроём спасаются, воссоединяются со Стражами и побеждают армию Эволюционера. Победив его самого, Стражи в своём текущем виде прекращают своё существование, и Мантис отправляется на поиски себя в компании абилисков.

## Альтернативные версии
В альтернативном 2011 году Мантис присутствует на вечеринке Тора на Земле вместе с множеством других инопланетян, а после оказывается напугана вестями о скором прибытии Фригги и вынуждена вместе с остальными наводить порядок на Земле.